# Horrenbach (Krautheim)
Horrenbach ist der kleinste Stadtteil der Kleinstadt Krautheim im Hohenlohekreis im Nordosten Baden-Württembergs.

## Geographie
Horrenbach liegt in einer Seitenmulde des Tals des gleichnamigen Bachs, der der Jagst zufließt. Das Horrenbachtal ist in Höhe des Ortes rund 90 Meter tief in eine Hochebene eingeschnitten, unter der Muschelkalk ansteht. Die Stadt Krautheim liegt in gut drei Kilometer Entfernung im Südwesten. Angrenzende Gemarkungen sind Assamstadt im Nordosten, Klepsau im Südosten, Krautheim im Südwesten und Neunstetten im Nordwesten.
Der äußerste Nordosten der Horrenbacher Gemarkung gehörte zur Feldflur von Dacht, einem wohl im 17. Jahrhundert wüst gefallenen Weiler.
Große Teile der 1,77 km² großen Gemarkung gehören zum Landschaftsschutzgebiet Jagsttal mit Nebentälern.

## Geschichte
Die Ortschaft wurde erstmals 1231 als „Horbach“ erwähnt; vermutlich entstand sie als Gründung des hochmittelalterlichen Landesausbaus. Als Grundbesitzer und Rentenbezieher in Horrenbach treten die Klöster Gnadental und Schöntal, die Herren von Hohenlohe-Brauneck sowie weitere Adelsfamilien in Erscheinung. Wie Krautheim gehörte Horrenbach ab dem 14. Jahrhundert zu Kurmainz und kam 1806 zum Großherzogtum Baden. 1936 wurde der Ort dem Landkreis Buchen zugeordnet. 1952 wurde die Wasserversorgung mit einem Hochbehälter nördlich des Orts gebaut; in den Jahren 1967/68 erfolgte die Flurbereinigung. Am 1. September 1971 wurde Horrenbach nach Krautheim eingemeindet.
| Jahr      | 1852 | 1871 | 1880 | 1890 | 1900 | 1910 | 1925 | 1933 | 1939 | 1950 | 1956 | 1961 | 1970 |
| Einwohner | 92   | 69   | 81   | 87   | 90   | 82   | 78   | 77   | 62   | 83   | 59   | 57   | 56   |

## Religion
Kirchlich gehörte Horrenbach zunächst zu Altkrautheim, später zur Stadt Krautheim. Die Valentinskapelle im Ort geht auf eine private Stiftung von 1684 zurück. Nach Volkszählungsergebnissen waren 1858 alle Einwohner katholisch; 1970 betrug der Anteil der Katholiken 98,2 Prozent. Ein Höhepunkt des Dorflebens war 1954 der Besuch des Freiburger Erzbischofs Eugen Seiterich, dessen Mutter aus Horrenbach stammte.

## Politik
1889 wurde der Müllermeister Philipp Nied als Bürgermeister wiedergewählt, er hatte zuvor bereits 12 Jahre das Amt ausgeübt. 1965 wurde Bürgermeister Josef Leuser im Amt bestätigt.
Bei der Bundestagswahl 1953 entfielen bei einer Wahlbeteiligung von 93,6 Prozent alle Stimmen auf die CDU. Bei der Bundestagswahl 1969 gingen alle Wahlberechtigten zur Wahl; die CDU erreichte 85,7 Prozent.

## Wirtschaft und Infrastruktur

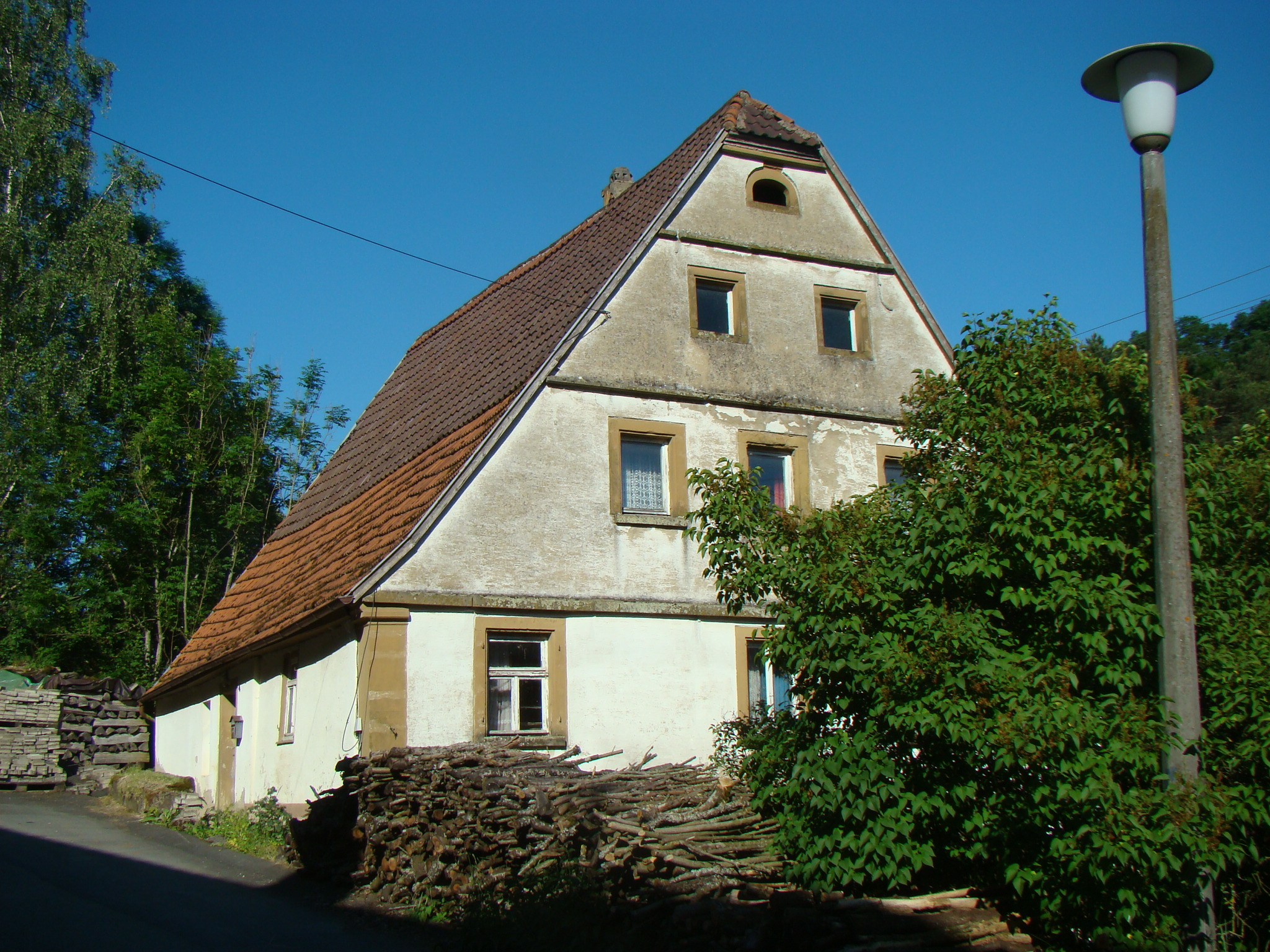
Dorfmühle, auch Obere Mühle genannt (2015)

Die Dorfmühle, auch Obere Mühle genannt, wurde 1257 erstmals erwähnt. 1534 kaufte Götz von Berlichingen die Mühle, die auch für Assamstadt und Krautheim arbeitete. Das heutige Gebäude stammt der Inschrift auf dem Rundbogenportal zufolge aus dem Jahr 1598. Die Mühle, die zuletzt von mehreren Generationen der Familie Nied betrieben wurde, wurde 1964 stillgelegt.
Das Wasser zum Betrieb des oberschlächtigen Mühlrads entstammte einem Graben aus dem Oberen Horrenbachtal und einer Karstquelle, die am nordwestlichen Ortsrand im Gewann Teich lag. Einem Bericht aus dem Jahr 1836 zufolge floss der Quelle Wasser aus einer Versinkung zu, die knapp einen Kilometer weiter nördlich am Erlenbach lag. Eine Verbindung zwischen dem Erlenbachtal ungefähr an der Mündung des Klingenbächles und der Quelle bei Horrenbach ist auch in älteren Topographischen Karten dargestellt. Die auf der Assamstädter Gemarkung liegende Versinkungsstelle wurde in der zweiten Hälfte des 20. Jahrhunderts im Zuge der Flurbereinigung beseitigt.
Eine zweite Mühle, die Schneidmühle oder Untere Mühle, liegt rund 700 Meter talwärts des Ortes am Horrenbach. Sie wurde 1801 zur Mahlmühle umgebaut, zuvor war sie eine Schneid- und Ölmühle.
In Horrenbach gab es eine Schnapsbrennerei und das Gasthaus Schwanenbräu, das 1969 schloss.
Der Anteil der Erwerbstätigen in der Land- und Forstwirtschaft ging zwischen 1950 und 1970 von 83 auf 42 Prozent zurück.
An den südexponierten Hängen im oberen Horrenbachtal wurde bis in die zweite Hälfte des 20. Jahrhunderts  Weinbau betrieben. 1401 stand dem Kloster Schöntal ein Drittel des Weinzehnts zu. 1950 wurde noch Wein gelesen; die Beschreibung einer Fotografie von 1980 nennt die Weinberge aufgelassen und versteppend. Nach Angaben von 2018 sind die ehemaligen Weinberge ein Magerrasen mit noch zahlreichen Weinreben, wobei die Vegetationsdeckung auf dem sehr steinigen Hang nur gering ist.
Zwischen 1860 und 1966 hatte Horrenbach eine eigene Dorfschule, die seit den frühen 1950er Jahren im Rathaus untergebracht war. Klassenbilder von 1930 zeigen die Unterklasse für die ersten vier Schuljahre und die Oberklasse für die weiteren vier Jahre mit jeweils sieben bis neun Schülern.
Am westlichen Ortsrand verläuft die Landesstraße 513 von Krautheim-Klepsau über Assamstadt nach Boxberg-Schweigern. 1917 wurde an der Jagsttalbahn der Haltepunkt Assamstadt–Horrenbach eingerichtet, der rund 1,5 Kilometer südlich des Dorfes am Rand des Jagsttals lag. Die Schmalspurbahn wurde bis 1988 schrittweise stillgelegt.
Im Jahresfahrplan 2024 bedient die Buslinie 933 Krautheim–Bad Mergentheim die Haltestelle Horrenbach Ort. An Wochentagen verkehren zwei Busse nach Krautheim und an Schultagen fünf, in den Ferien drei Busse Richtung Bad Mergentheim.